# Дельгадо, Марсело
Марсело Дельгадо (исп. Marcelo Alejandro Delgado; род. 24 марта 1973, Капитан-Бермудес, провинция Санта-Фе) — аргентинский футболист, нападающий и атакующий полузащитник. Известен по выступлениям за такие клубы как аргентинские «Бока Хуниорс», «Расинг», «Росарио Сентраль», мексиканский «Крус Асуль». В 2009 году выступал в эквадорской «Барселоне». Марсело Дельгадо — один из самых титулованных игроков мира первого десятилетия XXI века. Все свои титулы на клубном уровне завоевал в составе «Боки».

## Биография
Марсело Дельгадо начал карьеру в «Росарио Сентрале» в 1990 году, где за 5 лет выступлений стал одним из любимцев болельщиков. Своей игрой привлёк внимание иностранных команд и в 1994 году впервые надел футболку мексиканского «Крус Асуля». Он провёл в Мехико лишь сезон, будучи одним из главных лидеров команды, однако вернулся в этот клуб уже в 2003 году, также на один сезон и также значительно усилив атакующую мощь «цементников».
За Дельгадо уже наблюдали тренеры сборной Аргентины, поэтому он принял решение вернуться домой, на сей раз в «Расинг». Именно будучи игроком «Ла Академии» Дельгадо закрепился в основе сборной Аргентины, приняв участие в трёх крупных турнирах подряд — Олимпиаде 1996 (где «Альбиселеста» завоевала серебро), Кубке Америки 1997 и чемпионате мира 1998. В последнем случае аргентинцы остановились на стадии 1/4 финала. С 2002 года больше не призывался в сборную.
В 2000 году Дельгадо присоединился к «Боке Хуниорс», где также стал кумиром инчады. Мало того, что Марсело много забивал, делал он это ещё весьма эффектно и технично. Кроме того, он часто отличался в Суперкласико против «Ривер Плейта». Так, именно его гол в 1/4 финала Кубка Либертадорес 2000 на Бомбонере позволил праздновать победу над «Ривером» и выход в полуфинал турнира. «Бока» завоевала этот трофей спустя 22 года и Дельгадо стал лучшим бомбардиром «сине-золотых» (вместе с Антонио Барихо). В конце года Дельгадо ассистировал Мартину Палермо, когда тот забивал свой первый гол в матче за Межконтинентальный кубок против мадридского «Реала». «Бока», ставшая к тому же чемпионом Аргентины в Апертуре 2000, таким образом, сотворила в 2000 году своеобразный хет-трик.
В 2001 году «Бока» вновь выиграла Кубок Либертадорес. По 5 голов в её составе забили именно Дельгадо, а также Гильермо Баррос Скелотто, став двумя лучшими бомбардирами клуба в турнире.
В 2003 году Марсело Дельгадо и вовсе стал лучшим бомбардиром Кубка Либертадорес, разделив эти лавры с бразильцем Рикардо Оливейрой из «Сантоса». «Бока» в третий раз за 4 года и всего в пятый раз в истории стала обладателем почётного трофея. В финале турнира Дельгадо забил три гола (оба гола в матче на Бомбонере и один из трёх голов «Боки» в Сантусе (3:1)). Ну а своё полнейшее доминирование команда доказала в матче против «Милана» за Межконтинентальный кубок, выиграв этот трофей уже в третий раз в конце года.
После возвращения в «Боку» из Мексики Дельгадо за сезон завоевал ещё три международных трофея — две Рекопы и Южноамериканский кубок 2005. Кроме того, помог «Боке» выиграть два чемпионата страны. Ветеран показывал уже не столь яркую игру как прежде и решил покинуть «Генуэзцев» по окончании сезона 2005/06.
В последние годы выступал за эквадорскую «Барселону». В 2010 году стал свободным агентом, пока не объявив о завершении карьеры.

## Титулы
- Чемпион Аргентины (3): 2000 (Апертура), 2005 (А), 2006 (Клаусура)
- Кубок Либертадорес (3): 2000, 2001, 2003
- Южноамериканский кубок (1): 2005
- Рекопа Южной Америки (2): 2005, 2006
- Межконтинентальный кубок (1): 2000
- Серебряный призёр Олимпийских игр (1): 1996